# سنجاب‌ماهی‌سانان
سنجاب‌ماهی‌سانان (نام علمی: Beryciformes) نام یک راسته از فرورده تکمیل‌استخوانان است.